# Gyllenskivling
Gyllenskivling (Phaeolepiota aurea) är en svampart som först beskrevs av Heinrich Gottfried von Mattuschka, och fick sitt nu gällande namn av René Charles Maire 1928. Enligt Catalogue of Life ingår Gyllenskivling i släktet Phaeolepiota,  och familjen Agaricaceae, men enligt Dyntaxa är tillhörigheten istället släktet Phaeolepiota,  och familjen Squamanitaceae. Arten är reproducerande i Sverige. Inga underarter finns listade i Catalogue of Life. Den växer på fet jord i trädgårdar, kyrkogårdar och parker. Den används inte som matsvamp eftersom den lär ha förorsakat lättare förgiftningar.